# I tre del Rio Grande
I tre del Rio Grande (Texas Bad Man) è un film del 1953 diretto da Lewis D. Collins.
È un western statunitense con Wayne Morris, Frank Ferguson e Elaine Riley.

## Produzione
Il film, diretto da Lewis D. Collins su una sceneggiatura di Joseph F. Poland, fu prodotto da Vincent M. Fennelly per la Westwood Productions e girato nel ranch di Corriganville a Simi Valley, California, da metà giugno 1953. Il titolo di lavorazione fu West of Texas.

## Distribuzione
Il film fu distribuito con il titolo Texas Bad Man negli Stati Uniti dal 20 dicembre 1952 al cinema dalla Allied Artists Pictures.

## Promozione
La tagline è: Outlaw father against his sheriff son... in a gun fury story of the lawless west!.